# 特雷熱縣 (蒙大拿州)
特雷熱縣（英語：Treasure County）是美國蒙大拿州東南部的一個縣。面積2,549平方公里。根据美國2000年人口普查，共有人口861人。治所海舍姆 (Hysham)。
成立於1919年2月7日。縣名的意思是「寶藏」，是用來吸引拓荒者之用。